# Cemiplimab
Cemiplimab es un medicamento que se emplea en el tratamiento de varios tipos de cáncer.  Es un anticuerpo monoclonal que actúa como inhibidor del punto de control inmunitario PD-1. Su uso fue aprobado por la Administración de Alimentos y Medicamentos de Estados Unidos en septiembre de 2018 y por la Agencia Europea de Medicamentos en julio de 2019.  

## Indicaciones
- Tratamiento de pacientes adultos diagnosticados de carcinoma epidermoide en fase avanzada o con metástasis, cuando no es posible tratar la enfermedad mediante cirugía curativa o radioterapia curativa.[3]

- Tratamiento del cáncer de pulmón no microcítico avanzado.[4]

- Traramiento de pacientes adultos diagnosticados de carcinoma basocelular en fase avanzada o con metástasis.[4]

## Efectos secundarios
Entre los efectos adversos, algunos de los más comunes son: aumento de transaminasas, rash, disminución del apetito y anemia. Puede causar reacciones adversas inmunomediadas, entre ellas neumonitis, colitis, hepatitis inmunomediada, endocrinopatías (hipertiroidismo, hipotiroidismo, hipofisitis, insuficiencia suprarrenal, diabetes mellitus), nefritis y reacciones adversas cutáneas inmunomediadas. 